# Multivalvulida
Multivalvulida là một bộ động vật thân nhớt.

## Họ
- Kudoidae
- Spinavaculidae
- Trilosporidae